# Trimuricea africana
Trimuricea africana is een zachte koraalsoort uit de familie Plexauridae. De koraalsoort komt uit het geslacht Trimuricea. Trimuricea africana werd in 1926 voor het eerst wetenschappelijk beschreven door Gordon. 